# Загориця-при-Долскем
Загориця-при-Долскем (словен. Zagorica pri Dolskem) — поселення в общині Дол-при-Любляні, Осреднєсловенський регіон, Словенія. 
Висота над рівнем моря: 546,9 м.